# Radoszkowskiana tkalcui
Radoszkowskiana tkalcui är en biart som beskrevs av Schwarz 2001. Radoszkowskiana tkalcui ingår i släktet Radoszkowskiana och familjen buksamlarbin. Inga underarter finns listade i Catalogue of Life.